# Ken Green
Kenneth „Ken” Green (ur. 27 kwietnia 1924 w Londynie, zm. 7 czerwca 2001 w Sutton Coldfield) – angielski piłkarz występujący podczas kariery na pozycji obrońcy.

## Kariera klubowa
Ken Green piłkarską karierę rozpoczął w drugoligowym Birmingham City w 1947. W 1948 awansował do Division One, by dwa lata później spaść z niej. W 1955 powrócił z klubem z Birmingham do Division One. Rok później osiągnął największy sukces w swojej karierze awansując z City do finału Pucharu Anglii, w którym jego klub okazał się gorszy od Manchesteru City. Ogółem w barwach Birmingham rozegrał 401 spotkań, w których zdobył 3 bramki.
| Sezon   | Klub                 | Kraj   | Rozgrywki    | Mecze | Bramki |
| ------- | -------------------- | ------ | ------------ | ----- | ------ |
| 1947/48 | Birmingham City F.C. | Anglia | Division Two | 35    | 0      |
| 1948/49 | Birmingham City F.C. | Anglia | Division One | 41    | 0      |
| 1949/50 | Birmingham City F.C. | Anglia | Division One | 29    | 0      |
| 1950/51 | Birmingham City F.C. | Anglia | Division Two | 39    | 1      |
| 1951/52 | Birmingham City F.C. | Anglia | Division Two | 33    | 1      |
| 1952/53 | Birmingham City F.C. | Anglia | Division Two | 42    | 0      |
| 1953/54 | Birmingham City F.C. | Anglia | Division Two | 39    | 0      |
| 1954/55 | Birmingham City F.C. | Anglia | Division Two | 29    | 0      |
| 1955/56 | Birmingham City F.C. | Anglia | Division One | 28    | 0      |
| 1956/57 | Birmingham City F.C. | Anglia | Division One | 40    | 0      |
| 1957/58 | Birmingham City F.C. | Anglia | Division One | 31    | 1      |
| 1958/59 | Birmingham City F.C. | Anglia | Division One | 15    | 0      |

## Kariera reprezentacyjna
W 1954 Green uczestniczył w mistrzostwach świata. Na turnieju w Szwajcarii był rezerwowym i nie wystąpił w żadnym meczu. Nigdy nie zdołał zadebiutować w reprezentacji Anglii.